# Ferdinand Bol
Ferdinand Bol (Dordrecht, 24 de juny de 1616 – Herengracht, 24 d'agost de 1680) va ser un dibuixant i pintor holandès, d'aiguaforts. Encara que han sobreviscut pocs dels seus treballs, mostra la influència de Rembrandt. Com el seu mestre, temes històrics, retrats, autoretrats nombrosos, i single imagina en finery exòtic.
El carrer Ferdinand Bolstraat d'Amsterdam porta aquest nom en el seu honor.

## Biografia
Va néixer a Dordrecht, fill d'un cirurgià, Balthasar Bol. Ferdinand Bol va començar com aprenent de Jacob Gerritsz Cuyp al seu poble i el d'Abraham Bloemaert, a Utrecht. Després de 1630 va estudiar amb Rembrandt, vivint a casa seva a Sint Antoniesbreestraat, llavors un carrer de moda en una zona de pintors, joiers, arquitectes, i molts immigrants flamencs i jueus. El 1641 Bol va posar el seu propi estudi.
El 1652 es va convertir en un burgès d'Amsterdam, i el 1653 es va casar amb Elisabeth Dell, el pare de la qual tenia responsabilitat a l'Almirallat d'Amsterdam i al gremi dels comerciants de vi, les dues institucions que més tard donarien comissions a l'artista. Al cap d'uns anys (1655) esdevingué el cap del gremi i rebia l'encàrrec per lliurar dues obres per a xemeneia per a l'ajuntament de la ciutat dissenyat per Jacob van Campen, i altres quatre membres de l'Almirallat d'Amsterdam.

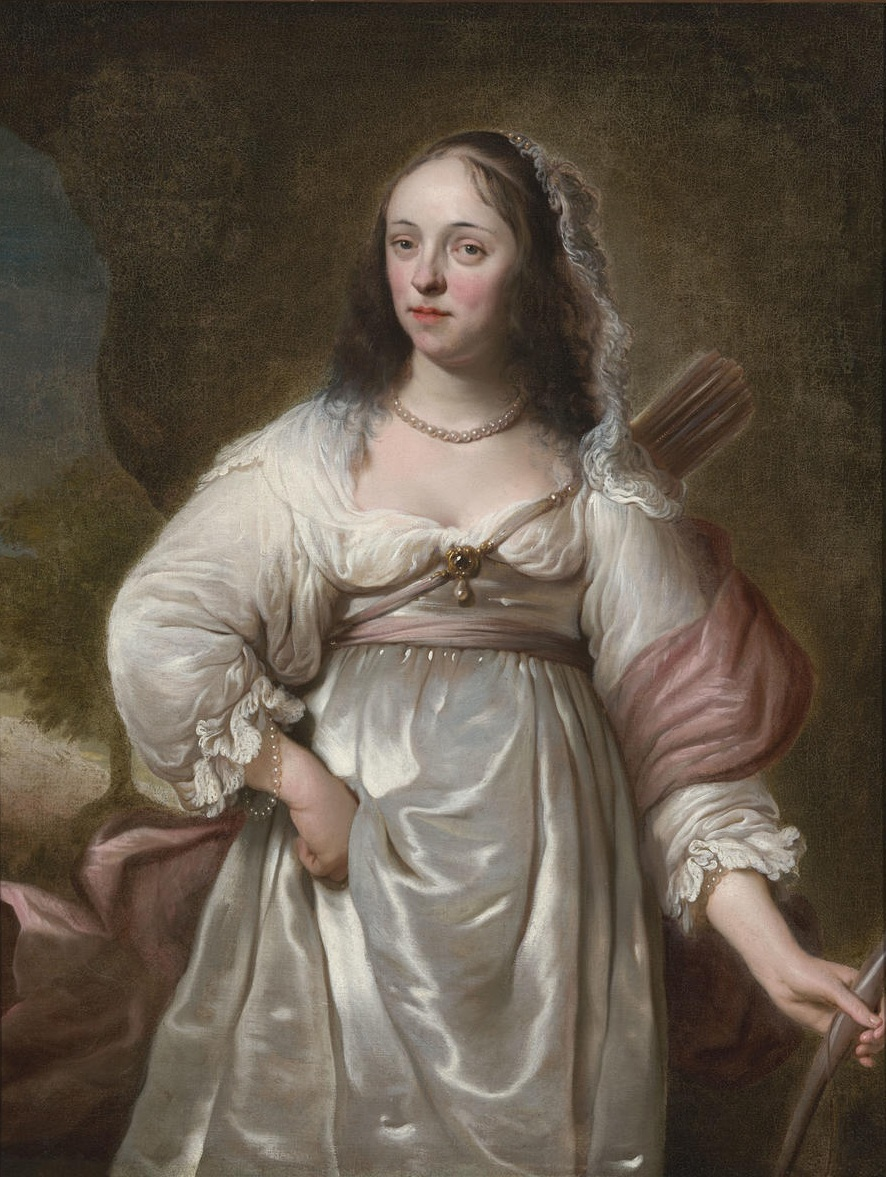
Retrat d'una dona vestida de caçadora per Ferdinand Bol, Figge Art Museum

En aquest període, Bol era un pintor popular i reeixit. La seva paleta s'havia il·luminat, les seves figures gran elegància. A meïtat de la dècada va rebre més encàrrecs oficials que qualsevol altre artista a Amsterdam.Godfrey Kneller va ser el seu alumne. Bol va lliurar quatre pintures per a les dues mansions dels germans Trip, també de Dordrecht.
La primera esposa de Bol va morir el 1660. El 1669 Bol es va casar per segona vegada amb Anna van Erckel, vídua del tresorer de l'Almirallat, i pràcticament va deixar de pintar per la resta de la seva vida. El 1672 la parella va passar a Keizersgracht 672, llavors una part nova de la ciutat, i actualment el Museu Van Loon. Bol va fer de governador en una leproseria. Va morir unes quantes setmanes després de la seva dona, a Herengracht, on vivia el seu fill exercint d'advocat.
Probablement la seva pintura més coneguda és un retrat d'Elisabeth Bas, la muller de l'oficial naval Joachim Swartenhondt, que era hostaler prop de la plaça Dam d'Amsterdam. Aquesta i moltes altres de les seves pintures, seria falsament atribuïdes a Rembrandt en segle xix.